# Vartovskaja
La Vartovskaja (in russo Вартовская?) è un fiume della Russia, nella Siberia occidentale, affluente di destra del fiume Ob'. Scorre nell'Aleksandrovskij rajon dell'Oblast' di Tomsk.

## Descrizione
Il fiume ha origine nella regione delle paludi Kulik. Scorre in direzione sud-occidentale, la sua lunghezza è di 159 km, l'area del suo bacino è di 975 km². Il suo corso, che è parallelo a quello della Nazinskaja, si snoda fra laghi e paludi. Sulla riva destra del fiume ci sono le paludi Meždureč' (Междуречье) e Sigajkuj (Сигайкуй), e il lago Illipech (озеро Иллипех); sulla riva sinistra c'è la palude Ozërnoe (Озёрное) e i laghi Laksyl"ëntar' (Лаксылъёнтарь), Igrach"ëntar' (Играхъёнтарь) e Bol'šoj Ëntar' (Большой Ёнтарь). Di fronte alla foce del fiume si trova l'isola lacustre Nazinskij (остро Назинский). A valle, a 3 km, si trova l'insediamento di Nazino.
I suoi maggiori affluenti sono la Malaja Vartovskaja (da sinistra) e la Malaja Ichnejaga (da destra). 